# Coppa Agostoni 2006
La Coppa Agostoni 2006, sessantesima edizione della corsa e valida come evento dell'UCI Europe Tour 2006 categoria 1.1, si svolse il 16 agosto 2006 su un percorso di 199,7 km. La vittoria fu appannaggio dell'italiano Alessandro Bertolini, che completò il percorso in 4h54'45", precedendo i connazionali Andrea Tonti e Franco Pellizotti.
Sul traguardo di Lissone 52 ciclisti, su 148 partiti dalla medesima località, portarono a termine la competizione.

## Ordine d'arrivo (Top 10)
| Pos. | Corridore            | Squadra         | Tempo    |
| ---- | -------------------- | --------------- | -------- |
| 1    | Alessandro Bertolini | Selle Italia    | 4h54'45" |
| 2    | Andrea Tonti         | Acqua & Sapone  | s.t.     |
| 3    | Franco Pellizotti    | Liquigas        | s.t.     |
| 4    | Mirko Celestino      | Team Milram     | s.t.     |
| 5    | Santo Anzà           | Selle Italia    | s.t.     |
| 6    | Sergio Barbero       | Selle Italia    | s.t.     |
| 7    | Francisco Vila       | Lampre-Fondital | s.t.     |
| 8    | Massimiliano Maisto  | Univ. Caffè     | s.t.     |
| 9    | Evgenij Petrov       | Lampre-Fondital | s.t.     |
| 10   | Aleksandr Arekeev    | Acqua & Sapone  | s.t.     |